# Senegal op de Olympische Zomerspelen 1992
Senegal nam deel aan de Olympische Zomerspelen 1992 in Barcelona, Spanje. Er werden geen nieuwe medailles gewonnen.

## Deelnemers en resultaten

### Atletiek
| Olympiër                                                | Discipline      | Resultaat | Prestatie                                              |
| ------------------------------------------------------- | --------------- | --------- | ------------------------------------------------------ |
| Charles-Louis Seck                                      | 100m (m)        | 34e       | serie 10: 6de in 10,57                                 |
| Ibrahima Tamba                                          | 200m (m)        | 32e       | serie 8: 3de in 21,25 kwartfinale 4: 7de in 21,28      |
| Babacar Niang                                           | 800m (m)        | 15e       | serie 3: 3de in 1.46,69 halve finale 3: 3de in 1.46,95 |
| Amadou Dia Bâ                                           | 400m horden (m) | 22e       | serie 4: 3de in 49,47                                  |
| Oumar Loum Seydou Loum Amadou M'Baye Charles-Louis Seck | 4x100m (m)      | 17e       | serie 2: 4de in 40,13                                  |
|                                                         |                 |           |                                                        |
| N'Dèye Dia                                              | 100m (v)        | 37e       | serie 2: 6de in 11,83                                  |
| Aïssatou Tandian                                        | 400m (v)        | 37e       | serie 4: 5de in 52,29 kwartfinale 1: 6de in 52,39      |

### Judo
| Olympiër      | Discipline | Resultaat | Prestatie |
| ------------- | ---------- | --------- | --- |
| Pierre Sène   | -65kg (m)  | 24e       | 1ste ronde: vrij 2de ronde: V van URU Steffano: yuko                                                           |
| Malick Seck   | -71kg (m)  | 13e       | 1ste ronde: V van KOR Chung: ippon herkansingen: W van NZL Corkin: koka herkansingen 2: V van ITA Sulli: ippon |
| Amadou Guèye  | -78kg (m)  | 34e       | 1ste ronde: V van MLI Dabo: koka                                                                               |
| Aly Attyé     | -86kg (m)  | 21e       | 1ste ronde: V van ARG López: yuko                                                                              |
| Moussa Sall   | -95kg (m)  | 21e       | 1ste ronde: vrij 2de ronde: V van ARG Aguirre: ippon                                                           |
| Khalifa Diouf | +95kg (m)  | 13e       | 1ste ronde: V van EUN Khakhaleishvili : ippon herkansingen: V van CUB Moreno: ippon                            |

### Worstelen
| Olympiër       | Discipline  | Resultaat   | Prestatie                                                 |
| Vrije stijl    | Vrije stijl | Vrije stijl | Vrije stijl                                               |
| -------------- | ----------- | ----------- | --------------------------------------------------------- |
| Alioune Diouf  | -100kg (m)  | 13e         | groep B: 7de V van HUN Kiss: 1-3 V van POL Radomski: 0-4  |
| Mor Wade       | -130kg (m)  | 15e         | groep A: 8ste V van CAN Thue: 0-4 V van TUR Demir: 0-4    |
| Grieks-Romeins |             |             |                                                           |
| Alioune Diouf  | -100kg (m)  | 13e         | groep B: 7de V van BUL Komchev: 0-4 V van CUB Milián: 0-4 |
| Bounama Touré  | -130kg (m)  | 13e         | groep A: 7de V van CUB Mesa: 0-4 V van CAN Borodow: 0-4   |

### Zwemmen
| Olympiër      | Discipline          | Resultaat | Prestatie               |
| ------------- | ------------------- | --------- | ----------------------- |
| Mouhamed Diop | 50m vrije slag (m)  | 49e       | serie 1: 2de in 24,69   |
| Bruno N'Diaye | 50m vrije slag (m)  | 57e       | serie 1: 3de in 25,35   |
| Mouhamed Diop | 100m vrije slag (m) | 64e       | serie 1: 2de in 55,82   |
| Bruno N'Diaye | 100m vrije slag (m) | 68e       | serie 1: 3de in 56,39   |
| Mouhamed Diop | 200m wisselslag (m) | 50e       | serie 1: 4de in 2.23,92 |

Albanië · Algerije · Amerikaanse Maagdeneilanden · Amerikaans-Samoa · Andorra · Angola · Antigua en Barbuda · Argentinië · Aruba · Australië · Bahama's · Bahrein · Bangladesh · Barbados · België · Belize · Benin · Bermuda · Bhutan · Bolivia · Bosnië en Herzegovina · Botswana · Brazilië · Britse Maagdeneilanden · Bulgarije · Burkina Faso · Canada · Centraal-Afrikaanse Republiek · Chili · China · Chinees Taipei · Colombia · Congo-Brazzaville · Cookeilanden · Costa Rica · Cuba · Cyprus · Denemarken · Djibouti · Dominicaanse Republiek · Duitsland · Ecuador · Egypte · El Salvador · Equatoriaal-Guinea · Estland · Ethiopië · Fiji · Filipijnen · Finland · Frankrijk · Gabon · Gambia · Gezamenlijk team · Ghana · Grenada · Griekenland · Groot-Brittannië · Guam · Guatemala · Guinee · Guyana · Haïti · Honduras · Hongarije · Hongkong · Ierland · IJsland · India · Indonesië · Irak · Iran · Israël · Italië · Ivoorkust · Jamaica · Japan · Jemen · Jordanië · Kaaimaneilanden · Kameroen · Kenia · Koeweit · Kroatië · Laos · Lesotho · Letland · Libanon · Libië · Liechtenstein · Litouwen · Luxemburg · Madagaskar · Malawi · Malediven · Maleisië · Mali · Malta · Marokko · Mauritanië · Mauritius · Mexico · Monaco · Mongolië · Mozambique · Myanmar · Namibië · Nederland · Nederlandse Antillen · Nepal · Nicaragua · Nieuw-Zeeland · Niger · Nigeria · Noord-Korea · Noorwegen · Oeganda · Oman · Oostenrijk · Pakistan · Panama · Papoea-Nieuw-Guinea · Paraguay · Peru · Polen · Portugal · Puerto Rico · Qatar · Roemenië · Rwanda · Saint Vincent‑Grenadines · Salomonseilanden · Samoa · San Marino · Saoedi-Arabië · Senegal · Seychellen · Sierra Leone · Singapore · Slovenië · Soedan · Spanje · Sri Lanka · Suriname · Swaziland · Syrië · Tanzania · Thailand · Togo · Tonga · Trinidad en Tobago · Tsjaad · Tsjecho-Slowakije · Tunesië · Turkije · Uruguay · Vanuatu · Venezuela · Verenigde Arabische Emiraten · Verenigde Staten · Vietnam · Zaïre · Zambia · Zimbabwe · Zuid-Afrika · Zuid-Korea · Zweden · Zwitserland · Onafhankelijke olympische deelnemers